# Diane D'haeseleer
Diane Albertine Thérèse D'haeseleer (Aalst, 3 juni 1936 - 19 juli 2002) was een Belgisch volksvertegenwoordiger.

## Levensloop
Diane D'haeseleer, beroepshalve directiesecretaresse, behoorde tot een traditioneel liberale familie en was de dochter van Louis D'haeseleer. Ze huwde met Willy Van Renterghem, die ook politiek actief werd.
Voor de PVV werd ze ter opvolging van haar vader in januari 1977 lid van de Kamer van volksvertegenwoordigers voor het arrondissement Aalst. Ze bleef dit tot in december 1978. In de periode februari 1977-december 1978 had ze als gevolg van het toen bestaande dubbelmandaat ook zitting in de Cultuurraad voor de Nederlandse Cultuurgemeenschap, die op 7 december 1971 werd geïnstalleerd en de verre voorloper is van het Vlaams Parlement. In 1978 volgde haar echtgenoot Willy Van Renterghem haar op als Kamerlid.